# 愛知県道126号給父西枇杷島線

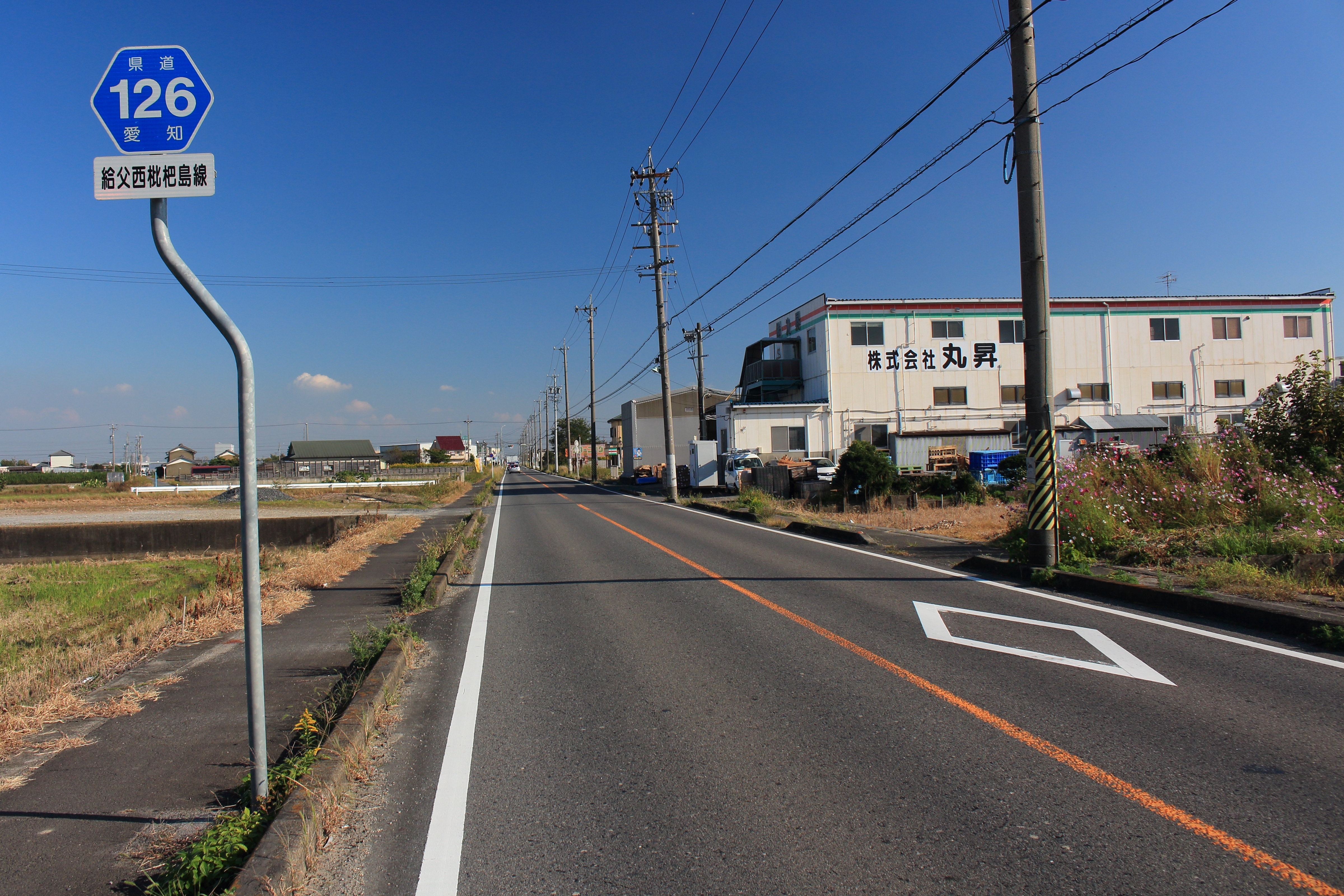
愛西市西川端町（2015年10月）

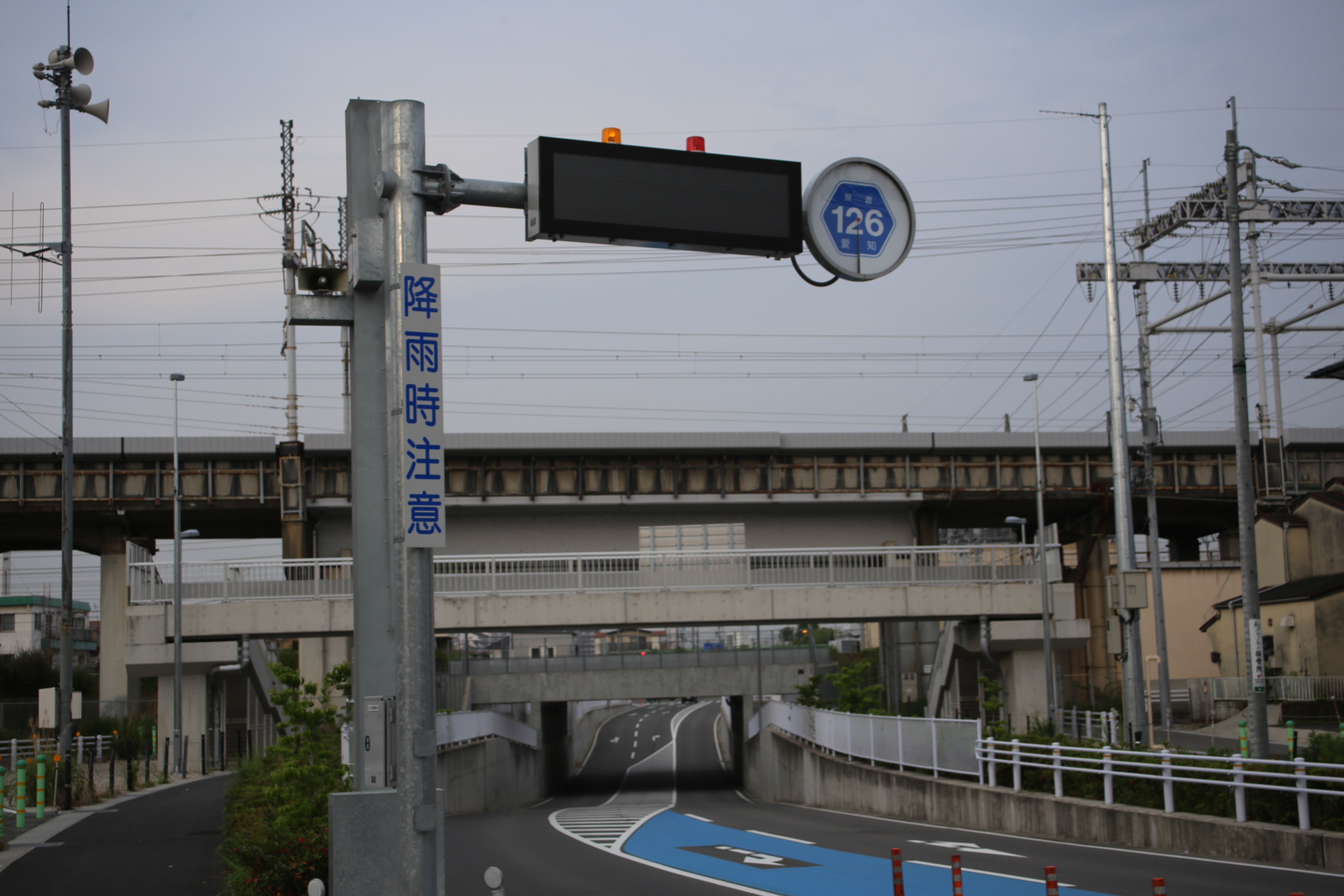
東海道本線・新幹線とのアンダーパス（清須市、2016年5月）

愛知県道126号給父西枇杷島線（あいちけんどう126ごう きゅうぶにしびわじません）は、愛知県愛西市から清須市に至る一般県道。近年JR東海道本線枇杷島駅の東方で区画整理工事が行われ、2014年には東海道本線・東海道新幹線と立体交差するアンダーパスが開通した。

## 概要

### 路線データ
- 起点：愛知県愛西市給父町
- 終点：愛知県清須市西枇杷島町古城（古城交差点：国道22号交点）

## 歴史
- 1959年（昭和34年）12月15日：認定

## 路線状況

### 通称
- 小田井線（名古屋市西区）
- 美濃街道（清須市、稲沢市、一宮市）
- 吉例街道（清須市、稲沢市、一宮市）

## 地理

### 通過する自治体
- 愛知県
  - 愛西市 - 稲沢市 - あま市 - 清須市

### 交差する道路
- 愛知県道8号津島南濃線（江西交差点）
- 愛知県道129号一宮津島線（西川端交差点）
- 国道155号（下起南西交差点）
- 愛知県道458号一宮弥富線（巡見街道）（下起南交差点）
- 愛知県道121号津島稲沢線（東条橋西交差点）
- 愛知県道518号蜂須賀白浜線（あま市蜂須賀地内）
- 愛知県道65号一宮蟹江線（西尾張中央道）（丹波交差点）
- 尾張サイクリングロード
- 愛知県道139号須成七宝稲沢線（富塚交差点）
- 国道302号（名古屋環状2号線）（新居屋東交差点）
- 愛知県道124号西条清須線（総合体育館北交差点・甚目寺観音東交差点間で重複）
- 旧・愛知県道140号須ヶ口停車場線（須ヶ口交差点）
- 愛知県道59号名古屋中環状線（新川橋西交差点）
- 愛知県道141号枇杷島停車場線（JR枇杷島駅交差点）
- 愛知県道67号名古屋祖父江線・愛知県道190号名古屋一宮線（美濃街道、岐阜街道、鮎鮨街道）（両線重複、二見交差点）
- 国道22号（名岐バイパス）（古城交差点）

### 沿線
- 愛西市役所 八開庁舎
- 愛西市立八開中学校
- 海部幹線水路
- 名鉄尾西線 六輪駅
- 日光川
- あま市役所
- 美和歴史民俗資料館
- 名古屋第二環状自動車道 甚目寺北IC
- あま市役所 甚目寺庁舎
- あま市立甚目寺中学校
- あま市民病院
- 五条川
- 清須市立桃栄小学校
- 新川
- 名鉄名古屋本線 二ツ杁駅
- JR東海道本線 枇杷島駅
- 清須市立西枇杷島小学校